# Oreonectes platycephalus
Oreonectes platycephalus és una espècie de peix de la família dels balitòrids i de l'ordre dels cipriniformes.

## Morfologia
- Cos amb escates molt petites a excepció del cap.
- Els mascles poden assolir 10 cm de longitud total.
- Nombre de vèrtebres: 35-36.
- 10 radis tous a l'aleta dorsal i 8 a l'anal.
- Cap pla al dors.
- Presència d'ulls.
- L'origen de l'aleta dorsal es troba darrere de l'origen de la pelviana.
- Aleta caudal arrodonida.
- Les bases de l'aleta dorsal i de la caudal presenten una pigmentació negra.
- Línia lateral incompleta i amb 16-18 porus.
- Presenta dimorfisme sexual.[3][4]

## Alimentació
Menja organismes bentònics i detritus.

## Hàbitat
És un peix d'aigua dolça, demersal i de clima tropical.

## Distribució geogràfica
Es troba a Àsia: la conca del riu Perla al sud-est de la Xina (Guangdong, Guangxi i Hong Kong) i el nord-est del Vietnam.